# Far de Ragged Point
El far de Ragged Point o Ragged Point Lighthouse és un far situat al punt extrem est de l'illa de Barbados, prop de la vil·la de Ragged Point a la parròquia de Saint Philip.